# Oldhatóság
Az oldhatóság fogalma a telített oldatban – a laboratóriumi gyakorlatban – az oldott anyag és az oldószer tömegarányát jelenti. Adott oldódó komponens esetében ez függ az oldószer anyagi minőségétől, a hőmérséklettől és – főként gáz oldódása esetén – a komponens parciális nyomásától.
Ez megadja például, hogy 100 g oldószerben az adott komponensből – adott hőmérsékleten és nyomáson – maximálisan hány gramm oldható fel.
Mértékegysége: g/100g oldószer. Az oldhatóság mértékének megadására azonban valamennyi ismert koncentráció-mértékegység használható.
Néhány jól oldódó szilárd vegyület oldhatósága vízben, 20 °C-on
| Vegyület | Oldhatósága (g/100g víz) |
| -------- | ------------------------ |
| AgNO3    | 220                      |
| CuSO4    | 21                       |
| FeCl3    | 92                       |
| KMnO4    | 6,5                      |
| KNO3     | 32                       |
| NH4NO3   | 192                      |
| NaCl     | 26,5 (értéke)            |
| NaOH     | 109                      |

↑ (értéke):  nátrium-klorid az oldószer tömegére 35,8%, térfogatára 35,74%.
IUPAC szerinti szabványos értékként: {\displaystyle {s}_{293,15K}^{\ominus }=0,0994\ mol/mol}
Néhány rosszul oldódó szilárd vegyület oldhatósága vízben, 20 °C-on 
(ahol L az oldhatósági szorzat, és pL= -lg(L) ).
| Vegyület | Oldhatóságai szorzata (pL) |
| -------- | -------------------------- |
| AgCl     | 9,8                        |
| Ag2SO4   | 4,8                        |
| BaSO4    | 9,9                        |
| Bi2S3    | 97,0                       |
| CaCO3    | 8,3                        |
| CaSO4    | 5,9                        |
| HgS      | 52,4                       |
| PbSO4    | 7,8                        |

Néhány jól oldódó légnemű vegyület oldhatósága vízben, 20 °C-on és 101 325 Pa nyomáson
| Vegyület | Oldhatósága (g/100g víz) |
| -------- | ------------------------ |
| NH3      | 53                       |
| CO2      | 0,17                     |
| HCl      | 72                       |
| SO2      | 11                       |

## Pontosító megjegyzések
Az IUPAC Gold Book (Arany Könyv) és a Green Book (Zöld könyv) között van valamennyi értelmezési különbség. Emiatt pontosításra szorulnak a telítettséggel kapcsolatos fogalmak.
1. A Gold Book a koncentráció kifejezést gyűjtőfogalomként kezeli; amelybe ezért belefér az anyagmennyiség-koncentráció éppúgy, mint a hazánkban alkalmazott mértékegység, a tömegarány.[1] A felsorolást a stb. szóval zárja le, ezért még a kg/m³, illetve a kg/L is beleérthető (angolul: mass per volume ratio). Ezzel szemben a Green Book a következő logikai sorrendet építi fel:
„sB=cB(telített oldat)”, tehát fizikai mennyiségként és mértékegységként is azonos az anyagmennyiség-koncentrációval, ahol a 
cB definíciója az oldott anyag anyagmennyisége osztva az egész oldat térfogatával („V is the volume of the mixture”)[2]
2. A telített oldat meghatározásának csak akkor van értelme, ha megadjuk a referenciafeltételeket. Ez csupán a névleges nyomást foglalja magába, a hőmérsékletet nem. A nyomásnak 105 Pa-nak kell lennie. A hőmérséklet lehet 0 °C, vagy 20 °C, vagy más érték is.
3. Az oldhatósági határ függ a nyomástól és a hőmérséklettől. Ezt a geológiában a hidrotermális ásványok létrejötténél értelmezik. Például a katatermális (hipotermális) ásványok létrejötténél (300–350 °C hőmérsékleten és 100 bar körüli nyomáson) akkor válik telítetté az oldat, amikor vagy a nyomás, vagy a hőmérséklet elkezd csökkenni, a telítési határ alá.

Az oldódás lehet fizikai, vagy kémiai jelenség, a kettő közötti különbség az, hogy a kémiai oldódással megváltozik az oldószer és az oldani kívánt részecskék kötésrendszere. A gázok oldódása általában nem jár ilyen kémiai átalakulással (mint például a levegőnél), de a kén-dioxid oldódása vízben kémiai változást is eredményez ({\displaystyle {\ce {SO2 + H2O <=> H2SO3}}}), így különböző protonáltsági állapotú szulfitok vizes oldata jön létre. Folyadékok, szilárd anyagok, sók oldódása disszociációval jár, illetve esetleg kémiai átalakulást eredményez (pl. nátrium-oxid oldása vízben lúgot - NaOH-ot - ad eredményül).
Hagyományos okokból 0 °C alatt fagyáspontcsökkenésnek nevezzük ugyanazt a jelenséget, amely 0 °C felett az oldhatóság hőmérsékletfüggése.